# 咽頭齒

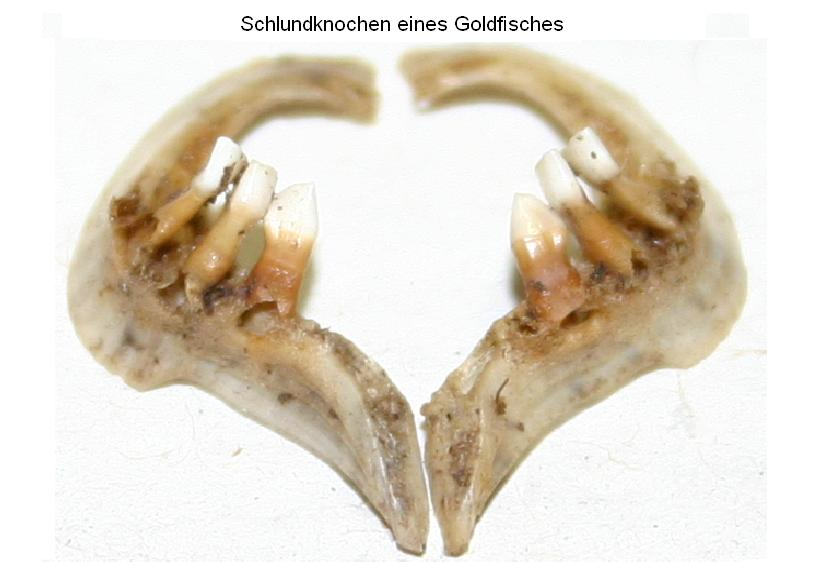
金魚的咽頭齒

咽頭齒是鯉科、胭脂魚科和一些其他魚類咽弓處的牙齒。 不過除魚類之外，其他生物可能也有這種構造，例如海蠕蟲三部蟲門下的Meiopriapulus中的一個新物種也有咽頭齒。
翻車鲀科、石鲈科的魚類以及沙鳅属下的一些物種例如皇冠沙鳅會用它們的咽頭齒摩擦產生一種獨特的聲音。 胭脂魚只有一排梳子狀結構的咽頭齒。